# Nordeuropäische Basketball-Liga
Nordeuropäische Basketball-Liga, oder NEBL (englisch North European Basketball League) ist eine ehemalige  Basketball-Liga, die ihren Spielbetrieb von 1998 bis 2003 hatte.

## Geschichte
Die Idee eine internationale und kommerziell erfolgreiche Liga nach dem Vorbild der NBA in Europa zu installieren, entstand 1998. Auf Initiative von Šarūnas Marčiulionis wurde 1999 ein Promotions-Cup mit acht teilnehmenden Mannschaften durchgeführt. Es folgten regelmäßige Meisterschaften mit in der Spitze bis zu 31 teilnehmenden Klubs. Zunächst sollte es ein Wettbewerb nur für nordeuropäische Länder Litauen, Lettland,  Estland,  Schweden und Finnland werden. 
Später wurde der Wettbewerb um die Länder Ost- und Zentraleuropas Polen, Tschechien, Russland erweitert. Nachdem auch Länder aus West- (Dänemark, Deutschland, Belgien, Niederlande und Großbritannien) und Südeuropa (Bulgarien, Mazedonien, Rumänien, Serbien) dazu kamen und sogar Mannschaften aus der Türkei und aus Israel teilgenommen haben, verlor der Wettbewerb endgültig seinen regionalen Charakter. 
Nach wenigen Jahren verloren die Zugpferde ZSKA, Žalgiris und Maccabi ihr Interesse an dem Wettbewerb. Im Hinblick auf die Neuorganisation der europäischen Pokalwettbewerbe durch die FIBA wurde 2002 beschlossen, den Wettbewerb nicht mehr auszutragen. In der Saison 2003/03 wurde nur das Final-Four von den vier besten Teams der Nord Konferenz des FIBA Champions Cup ausgespielt.
Die Nordeuropäische Basketball-Liga diente in ihrer Form als Vorbild für die später entstandenen Adriatic League (ab 2001), Baltic Basketball League (ab 2004), die als Nachfolger der NEBL bezeichnet werden kann, oder auch der VTB United League (ab 2008).

## Siegerliste
| Saison    | Sieger                 | Ergebnis | Verlierer              | Mannschaften | Länder |
| 1998–1999 | Žalgiris Kaunas        | 83:81    | Brocēni Rīga           | 8            | 5      |
| 1999–2000 | ZSKA Moskau            | 95:77    | Lietuvos rytas Vilnius | 14           | 9      |
| 2000–2001 | Ural Great Perm        | 88:81    | Žalgiris Kaunas        | 16           | 12     |
| 2001–2002 | Lietuvos rytas Vilnius | 79:74    | Ural Great Perm        | 31           | 19     |
| 2002–2003 | UNICS Kazan            | 93:90    | Lietuvos rytas Vilnius | 4            | 3      |